# Я є
«Я є»  — дебютний студійний альбом українського гурту Друга Ріка, який вийшов у 2000 році на лейблі Nova Records. На дві композиції з альбому — «Впусти мене» та «Там, де ти» було знято відеокліпи.

## Про альбом
На альбомі спостерігається вплив нью-вейву, зокрема — пост-панку (на деяких досить чітко помітний вплив гурту The Cure), що формував первинний музичний стиль гурту з часу його заснування у 1996 році. Загалом пісні на альбомі мають типове для поп-року звучання з додаванням електронного струнного аранжування і експериментів з гітарними ефектами, які контрастують з баритоном Валерія Харчишина. Найбільше на платівці виділяється напівелектронна композиція «Сни», записана в традиційному для дарк-вейву (сінті-попу) стилі, що дуже нагадує музичний напрям гурту Скрябін, в якому колектив працював у другій половині 90-х років.
Презентація альбому відбулася 9 жовтня 2000 року у київському клубі BuddyGuy.
У вересні 2005 році відбулося перевидання дебютної платівки гурту. На ремастеринговій версії змінилася обкладинка альбому і заключна пісня — замість російської версії «Зазнайки», альбом завершила нова композиція — «Не моя земля».

## Композиції
| #     | Назва                          | Автор слів                    | Автор музики                                                    | Тривалість |
| ----- | ------------------------------ | ----------------------------- | --------------------------------------------------------------- | ---------- |
| 1.    | «Я є»                          | В. Харчишин / В.Скуратовський | Друга Ріка                                                      | 3:40       |
| 2.    | «Впусти мене»                  | В. Харчишин                   | В. Харчишин / О. Барановський / В. Скуратівський / С. Біліченко | 4:26       |
| 3.    | «Т. Б.»                        | В. Харчишин                   | В Харчишин / О Барановський                                     | 4:16       |
| 4.    | «Вічна, жива»                  | В. Харчишин                   | Друга Ріка                                                      | 3:55       |
| 5.    | «Там де ти»                    | В. Харчишин                   | О. Барановський                                                 | 5:27       |
| 6.    | «Знаєш»                        | В. Харчишин                   | Друга Ріка                                                      | 3:54       |
| 7.    | «Чого ж ти ждеш»               | В. Харчишин / В.Скуратовський | Друга Ріка                                                      | 3:08       |
| 8.    | «Зазнайко» (українська версія) | В. Харчишин                   | Друга Ріка                                                      | 2:55       |
| 9.    | «Інколи»                       | В. Харчишин / В.Скуратовський | Друга Ріка                                                      | 4:12       |
| 10.   | «Сни»                          | В. Харчишин / В.Скуратовський | Друга Ріка                                                      | 3:15       |
| 11.   | «Зазнайка» (російська версія)  | В. Харчишин                   | Друга Ріка                                                      | 3:55       |
| 43:42 |                                |                               |                                                                 |            |

| Перевидання 2005 року Moon Records, Мистерия Звука (CD, Enhaced) | Перевидання 2005 року Moon Records, Мистерия Звука (CD, Enhaced) | Перевидання 2005 року Moon Records, Мистерия Звука (CD, Enhaced) | Перевидання 2005 року Moon Records, Мистерия Звука (CD, Enhaced) | Перевидання 2005 року Moon Records, Мистерия Звука (CD, Enhaced) |
| #                                                                | Назва                                                            | Автор слів                                                       | Автор музики                                                     | Тривалість                                                       |
| ---------------------------------------------------------------- | ---------------------------------------------------------------- | ---------------------------------------------------------------- | ---------------------------------------------------------------- | ---------------------------------------------------------------- |
| 11.                                                              | «Не моя земля»                                                   | В. Харчишин                                                      | Друга Ріка                                                       |                                                                  |
| 12.                                                              | «Впусти Мене» (Remix)                                            | В. Харчишин                                                      | Друга Ріка                                                       |                                                                  |
| 13.                                                              | «Там, де ти» (відео)                                             |                                                                  |                                                                  |                                                                  |

| Перевидання 2005 року Moon Records (MC) | Перевидання 2005 року Moon Records (MC) | Перевидання 2005 року Moon Records (MC) | Перевидання 2005 року Moon Records (MC) | Перевидання 2005 року Moon Records (MC) |
| #                                       | Назва                                   | Автор слів                              | Автор музики                            | Тривалість                              |
| --------------------------------------- | --------------------------------------- | --------------------------------------- | --------------------------------------- | --------------------------------------- |
| 12.                                     | «Впусти Мене» (Remix)                   | В. Харчишин                             | Друга Ріка                              |                                         |
| 13.                                     | «Не моя земля»                          |                                         |                                         |                                         |

## Музиканти
Друга Ріка
- Валерій Харчишин — вокал, клавішні
- Олександр Барановський — гітара
- Сергій Біліченко — гітара
- Віктор Скуратовський — бас-гітара
- Олексій Дорошенко — барабани, перкусія

Запрошені музиканти
- Віталій Телезін — клавішні (Трек 2)
- Андрій Кузьменко, Сергій Гера — клавішні, семпли (Треки 1, 2, 5, 7, 9, 10)
- Євген Ступка — rhodes (Трек 5)